# Myotis annamiticus
Myotis annamiticus är en fladdermus i familjen läderlappar som förekommer i Sydostasien. Artepitet i det vetenskapliga namnet syftar på den Annamitiska bergskedjan.
Arten är med 30,6 till 34,3 mm långa underarmar en liten fladdermus i släktet Myotis. Den första undersökta individen (holotyp) hade en kroppslängd (huvud och bål) av 36 mm, en svanslängd av 33 mm, 13,7 mm långa öron och 6,9 mm långa bakfötter (utan klor). Den cirka 2 mm långa svansspetsen ligger utanför svansflyghuden. Den ganska korta pälsen bildas av gråbruna hår som har vita spetsar på undersidan.
Denna fladdermus beskrev enligt exemplar som hittades i västra delen av provinsen Quang Binh i centrala Vietnam. Två individer som förvaras i ett museum och som hittades tidigare i Laos tillhör troligen denna art. Myotis annamiticus lever i låglandet i närheten av vattenansamlingar.
Jakten sker ovanför vattenansamlingar.
Upptäckten skedde i ett naturreservat. I angränsande regioner hotas beståndet troligen av landskapsförändringar. IUCN listar arten med kunskapsbrist (DD).